# Cal Ferrer (Montmeló)
Cal Ferrer era un edifici de Montmeló (Vallès Oriental), ara desaparegut, que forma part de l'Inventari del Patrimoni Arquitectònic de Catalunya.

## Descripció
Era una casa de planta i pis de forma rectangular que era habitatge i ferreria a la vegada (a la façana encara s'hi conservaven les anelles per lligar els cavalls a l'hora de ferrar-los). La porta era d'arc de mig punt adovellat. A l'entrar hi havia un obrador molt complet amb el forn, encluses, etc. Al fons del taller hi havia una porta que donava a un pati i a l'esquerra una porteta que donava entrada a l'habitatge, on hi havia un menjador cuina i les escales d'accés a les cambres. La façana era rematada per un ràfec.
La planta de l'obrador era de forma rectangular amb un queixal al fons a l'esquerra. Entrant, a mà dreta, hi havia el forn i una gran manxa i per les parets restaven penjades els materials i estris que s'utilitzaven per a la ferreria, des de ferradures a claus o diferents màquines, com la del recalcar o la de foradar, també encluses, compassos, etc.

## Història
L'obrador no s'utilitzava des que va morir el ferrer, pare dels darrers propietaris. El taller era sempre obert perquè es veiés des del carrer. La casa estigué afectada per un pla urbanístic que obrí un carrer Major del poble anomenat Àngel Guimerà.